# Castello di Annone
Castello di Annone (Castel d'Anon o Anon en piemontès) és un municipi situat al territori de la província d'Asti, a la regió del Piemont (Itàlia).
Limita amb els municipis d'Asti, Cerro Tanaro, Quattordio, Refrancore, Rocca d'Arazzo i Rocchetta Tanaro.
Pertanyen al municipi les frazioni d'Alberoni, Bordoni, Crocetta, Monfallito i Poggio.

## Galeria fotogràfica

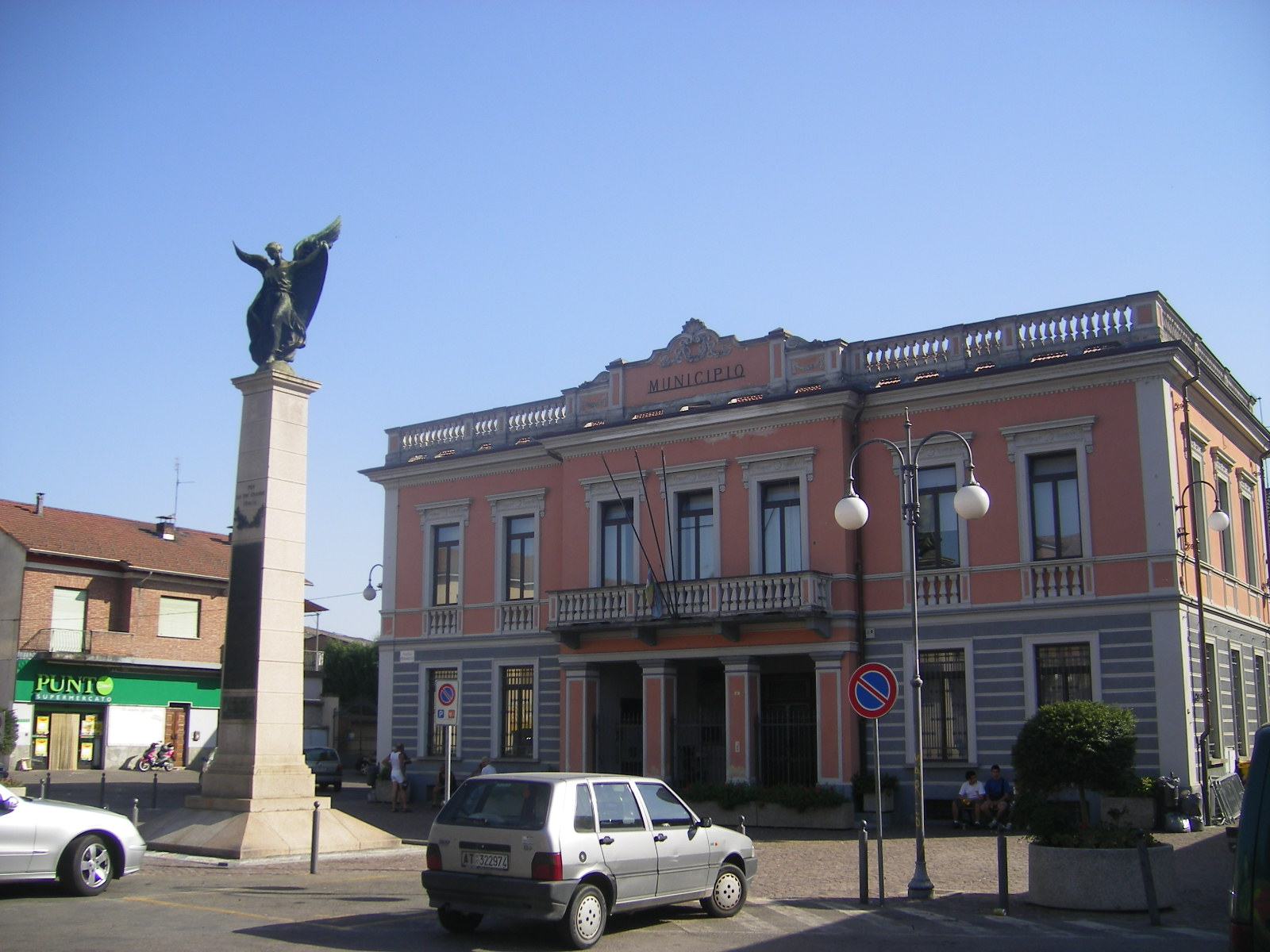
Ajuntament